# Eritrocita

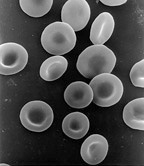
Globuli rossi al SEM in falsi colori

Gli eritrociti (dal greco antico ἐρυθρός?, erythròs, "rosso" e κύτος, cýtos, "cellula") o emazie (dal greco antico αἱμάτιον?, haimàtion, a sua volta da αἷμα, hàima, "sangue") o globuli rossi sono cellule del sangue.
La funzione principale dei globuli rossi è il trasporto dell'ossigeno dai polmoni verso i tessuti e di una parte dell'anidride carbonica dai tessuti ai polmoni, che provvedono all'espulsione del gas all'esterno del corpo. 
Fanno parte degli elementi figurati del sangue insieme con i leucociti e le piastrine. Nei mammiferi sono privi di nucleo, mentre nei restanti vertebrati (come gli uccelli) ne sono provvisti.

## Eritropoiesi
Il processo di formazione dei globuli rossi prende il nome di eritropoiesi e dura circa 4-5 giorni. La mancanza del nucleo impedisce loro di riprodursi e quindi la loro produzione è totalmente affidata al midollo osseo. Nascono nel midollo osseo a partire dalla cellula staminale mieloide CFU-GEMM (unità formanti colonie di granulociti, eritrociti, monociti e megacariociti), in comune con granulociti, monociti e piastrine. Grazie allo stimolo da parte dell'eritropoietina viene spinta la maturazione verso i progenitori BFU-E e CFU-E. La via differenziativa procede verso i precursori, toccando cinque tappe nelle quali le future emazie vedono ridursi il nucleo fino a scomparire, la scomparsa dell'impianto di traduzione e l'arricchimento in emoglobina:
- proeritroblasto: è piuttosto voluminoso con un diametro di 15-19 um, presenta una grande nucleo, numerosi poliribosomi e va incontro a numerose divisioni mitotiche;
- eritroblasto basofilo: presenta una cromatina più addensata e dimensioni minori rispetto al precedente. Con ancora attività mitotica ha un citoplasma fortemente basofilo;
- eritroblasto policromatofilo: presenta un nucleo più piccolo e una colorazione mista dovuto al passaggio da uno stadio ricco di ribosomi (basofilia) a uno ricco di emoglobina (acidofilia) che determina due colorazioni diverse, ed è ancora presenta la divisione mitotica;
- eritroblasto ortocromatico (o ortoblasto): ha un citoplasma acidofilo e un nucleo molto piccolo, presenta colorazione rosa con il metodo di Giemsa;
- reticolocito: è un eritrocita immaturo che contiene ancora qualche ribosoma e mitocondrio, presenta un fine reticolato dovuto alla precipitazione dei ribosomi. Possono essere presenti nel torrente ematico  insieme con i globuli rossi maturi.

### Eritropoietina
L'eritropoietina è una glicoproteina prodotta prevalentemente dai fibroblasti della zona corticale del rene e in misura molto minore nel fegato e nell'encefalo, determinante per il differenziamento degli eritrociti. Viene prodotta in base al contenuto di ossigeno del sangue: se troppo basso ne viene aumentata la produzione e stimola maggiormente l'eritropoiesi, in caso di trasfusioni, invece, ne viene inibita la produzione.

## Localizzazione
Gli eritrociti, presenti in 4,5-5 milioni/mm3 nella donna e in 5-6 milioni/mm3 nell'uomo, rimangono confinati nel torrente ematico per tutta la durata della loro vita, che in media è di circa 120 giorni.
In circolo sono presenti anche forme non completamente mature come i corpi di Howell-Jolly o gli anelli di Cabot, caratterizzati rispettivamente da residui di cromatina e di fuso mitotico.

## Forma e dimensione
I globuli rossi sono noti per la loro caratteristica forma di disco biconcavo che presenta uno spessore di 0,8 µm al centro e 1,9 µm alla periferia. Le dimensioni sono piuttosto variabili: in media si aggirano sui 7,5 µm di diametro, ma possono arrivare a 9 µm (diventando macrociti) e a 6 µm (microciti). La forma particolare, oltre a facilitare gli scambi gassosi poiché aumenta il rapporto superficie/volume, permette loro di rigirarsi, schiacciarsi e ripiegarsi per poter passare all'interno dei vasi sanguigni molto sottili.
Nell'uomo, i globuli maturi sono privi di nucleo e di organuli citoplasmatici, poiché il nucleo e i mitocondri vengono espulsi durante la differenziazione delle cellule progenitrici, mentre gli altri organuli si disintegrano. L'assenza di mitocondri, in particolare, non permette all'eritrocita maturo di effettuare il metabolismo aerobio, sostituito da quello anaerobio. Questo meccanismo, inoltre, fa sì che l'ossigeno che l'eritrocita trasporta non venga assorbito dal mitocondrio. Un globulo rosso adulto contiene quasi esclusivamente emoglobina. L'alto contenuto emoglobinico dona loro un colore rosa con le colorazioni di Giemsa e Wright (le più comuni per gli strisci di sangue nei vetrini istologici) che si fa più chiaro al centro, nella zona più sottile.
Una variazione nella forma degli eritrociti prende il nome di poichilocitosi e può avvenire a causa di sfasamenti nella concentrazione ionica del plasma: una diminuzione della concentrazione (ipotonicità) porta all'entrata dell'acqua nelle cellule e un loro conseguente rigonfiamento che può portare a emolisi per scoppiamento; un aumento (ipertonicità) comporta l'uscita dell'acqua causandone una disidratazione che porta a un raggrinzimento irregolare che produce protuberanze spinose per le quali sono detti echinociti.

## Funzione
La loro funzione è principalmente quella di trasportare ossigeno e una piccola frazione dell'anidride carbonica prodotta dal metabolismo (20% circa); il resto raggiunge i polmoni sciolta nel plasma sotto forma di carbonati, ma l'emoglobina in essi contenuta, insieme al suo sale (emoglobinato di K), (Hb è l'acido, KHb è il sale) impedisce brusche variazione del pH del sangue.
Ogni molecola di emoglobina contiene quattro atomi di ferro e può legare reversibilmente quattro molecole di ossigeno. Per la presenza del Fe2+, l'emoglobina assume un colore rossastro, che aumenta quando il ferro si combina con l'ossigeno e diminuisce quando la globina si lega con l'anidride carbonica. Ogni globulo rosso ne contiene 300 000 000 molecole, per cui ogni globulo rosso può portare 1,2 miliardi di molecole d'ossigeno per volta (e 2,1168 x 1019 molecole d'ossigeno in totale). L'emoglobina e il suo sale rappresentano circa il 30% della cellula.
I globuli rossi non possono riprodursi né riparare danni. Con l'invecchiamento vanno incontro a un processo di frammentazione e infine vengono inglobati da speciali cellule presenti in tutti i tessuti, ma specialmente nel fegato e nella milza.

## Patologie

### Anemie
Con il termine anemia si intende una riduzione dell'emoglobina con un conseguente deficit più o meno grave del trasporto di ossigeno.
L'anemia falciforme è un tipo di anemia dovuta a una differenza di un amminoacido nella catena β dell'emoglobina (da glutammato a valina). In condizioni di bassa pressione di ossigeno, questa mutazione causa un'insolubilità dell'emoglobina che si deposita modificando la forma dei globuli rossi (diventano simili a delle falci e da qui il nome inglese sickle) e rendendoli meno plastici e più fragili.
Le talassemie α e β sono anemie dovute a una ridotta sintesi di una delle due catene dell'emoglobina e quindi la molecola, nel complesso incompleta, precipita formando granulazioni.

### Eritroblastosi fetale
L'eritroblastosi fetale o malattia emolitica del neonato (MEN) avviene in caso di incompatibilità fra il fattore Rh della madre e del feto. Capita soprattutto dopo la prima gravidanza nella quale, durante il parto, la madre viene a contatto con il sangue del bambino e si sviluppano gli anticorpi contro il suo fattore Rh (se + con madre è Rh-). Le MEN da incompatibilità Rh rappresentano la forma più diffusa di incompatibilità (90% circa), ma altri antigeni, presenti sulle membrane eritrocitarie del feto e assenti su quelle della madre, possono determinare la malattia; tra i più famosi ricordiamo quelli appartenenti al sistema Kell (K) , Kidd, Duffy e molti altri. Il motivo per il quale la MEN da incompatibilità Rh è la più diffusa è associato all'elevato potere immunogeno dell'antigene D (Rh) rispetto a tutti gli altri.

## I gruppi sanguigni
Il gruppo sanguigno di ogni individuo è determinato dalla presenza di antigeni sulla membrana dei globuli rossi.  
Secondo la classificazione AB0, ogni globulo rosso presenta un antigene che viene poi arricchito di un fucosio diventando antigene H. A quest'ultimo può essere ulteriormente aggiunta una N-acetilgalattosamina o un galattosio formando rispettivamente gli antigeni A e B. Questi possono essere presenti singolarmente o entrambi.